# Maximilian Jahrmärker
Maximilian Jahrmärker (* 31. März 1872 in Hessisch Lichtenau; † 11. Mai 1943 in Marburg) war ein deutscher Psychiater und Hochschullehrer in Marburg.

## Leben
Jahrmärker studierte Medizin an der Georg-August-Universität Göttingen und an der Friedrichs-Universität Halle. In Halle wurde er 1889 im Corps Normannia-Halle aktiv und zeichnete sich zweimal als Subsenior und viermal als Senior aus. 1894 wurde er mit einer Arbeit zur "Casuistik des Hodenkrebs" in Halle zum Dr. med. promoviert.
Nach Beendigung des Studiums assistierte er gut zwei Jahre am Städtischen Krankenhaus Staßfurt, bevor er 1897 an das Landeshospital Haina und somit in die Psychiatrie wechselte. Bereits 1898 wechselte er von dort auf eine Assistentenstelle an der Landesheilanstalt Marburg. Hier wurde er von Franz Tuczek gefördert und habilitierte 1902 unter ihm. Ein Jahr später, 1903, wurde er in Marburg zum Oberarzt und damit stellvertretender Leiter der Anstalt.
Am 1. Oktober 1914 wurde er zunächst Interims-, ab 1. April 1915 regulär Direktor der Landesheilanstalt. Die Philipps-Universität Marburg berief ihn 1921 als a.o. Professor. Obwohl er nicht der NSDAP angehörte, hielt er das Gesetz zur Verhütung erbkranken Nachwuchses für eine „hervorragende Kulturtat“. Im November 1933 unterzeichnete er das Bekenntnis der Professoren an den deutschen Universitäten und Hochschulen zu Adolf Hitler. In Marburg wurden ab 1934 Zwangssterilisationen durchgeführt. Jahrmärker war Landesobermedizinalrat und Richter am Erbgesundheitsgericht. 1937 wurde er emeritiert.
1907 wurde er Corpsschleifenträger der  Hasso-Nassovia. Am 15. Juli 1919 erhielt er das Band.